# Bajram Omeragić
Bajram Omeragić, född 24 september 1960, är en serbisk politiker från regionen Sandžak. Han leder partiet Sandzaks socialliberaler och blev invald i Serbiens parlament 2007.